# Total Intelligence Solutions
Total Intelligence Solutions is een onderneming van het militaire bedrijf Blackwater, die zich richt op het verzamelen van informatie voor grote bedrijven en regeringen. De onderneming werd in 2007 opgericht, in een tijd dat steeds meer firma's in deze tak actief worden, in Amerika en Engeland.
De vicevoorzitter van Blackwater, J. Cofer Black werkte drie decennia bij de CIA en het State Department. Volgens hem zal TIS een centrum van informatieverzameling en waarschuwing opzetten, die 24 uur per dag onrust, terrorisme, economische stabiliteit, milieu- en gezondheidskwesties en de veiligheid van informatietechnologie zal volgen. De CEO's kunnen zo snel reageren op bedreigingen en beslissingen nemen, aldus Black. Het gaat hier om CEO's van grote ondernemingen, Fortune 1000-bedrijven.
In Engeland en Amerika worden steeds meer van deze privé-spionagediensten opgericht. Enkele bedrijven zijn Hakluyt & Company, Aegis, Diligence en Control Risks. Bij sommige ondernemingen werken veel voormalige agenten van inlichtingen- of veiligheidsdiensten, zoals de CIA of MI6.